# Yamayuri-Klasse
Die Yamayuri-Klasse ist eine Klasse von Patrouillenbooten aus Japan.

## Geschichte
Die Boote der Klasse wurden zwischen 1977 und 1987 in Japan gebaut.
Das leichte Patrouillenboot wird von Japan sowie seit 1981 auch von dem afrikanischen Inselstaat Komoren genutzt.